# 華員邨

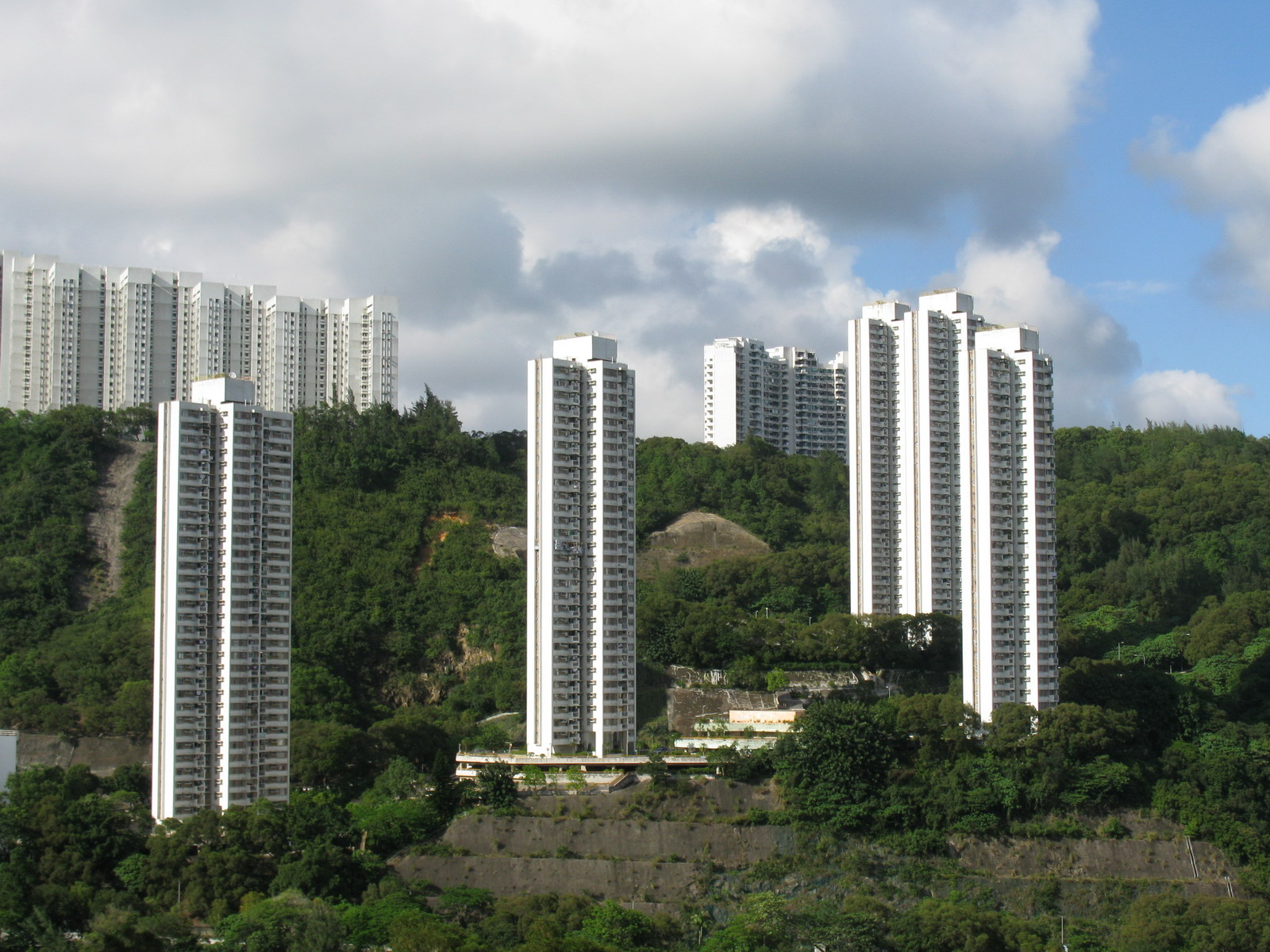
依山而建的華員邨

華員邨（英語：Wah Yuen Chuen）位於香港新界葵涌荔景山，由香港政府華員會興建，由王歐陽（香港）有限公司設計，曾為政府人員宿舍，為香港政府公務員建屋合作社的最後一個屋苑，並且是香港政府於1980年開發龍頸山其中一項發展項目之一（其餘則為華景山莊、海峰花園和迦密愛禮信中學）。現為香港的私人屋苑。

## 歷史背景
由於1970年代政府暫停香港政府公務員建屋合作社（下稱「公務員樓」）計劃，但樓價同時上升，導致基層公務員難以置業。因此，香港政府華員會向政府要求重啟該計劃，並獲受理。
至1977年2月，該會獲批出華員邨現址用地建屋，成為「公務員樓」計劃短暫重啟後，首個啟動的同類項目，並於同年2月尾接受申請，翌年3月進行揀樓。
按照原來計劃，屋苑將於1979年完工，但最後延誤至同年11月才正式動工，並於1981年竣工。

## 樓宇
華員邨共有5座大廈
| 樓宇名稱（座號） | 門牌號碼     | 落成年份 | 層數 | 每層伙數 | 單位數目（伙） |
| ---------------- | ------------ | -------- | ---- | -------- | -------------- |
| 華仁閣（第1座）  | 華景山路6號  | 1981年   | 32   | 4        | 124            |
| 華義閣（第2座）  | 華景山路8號  | 1981年   | 30   | 4        | 116            |
| 華禮閣（第3座）  | 華景山路12號 | 1981年   | 30   | 4        | 116            |
| 華智閣（第4座）  | 華員徑1號    | 1981年   | 31   | 4        | 120            |
| 華信閣（第5座）  | 華員徑2號    | 1981年   | 32   | 4        | 124            |

## 屋苑設施

### 康樂設施
- 游泳池
- 乒乓球室
- 乒乓球枱
- 健身設施
- 小型戶外遊樂場
- 禮堂
- 石春徑
- 長者健身設備
- 停車場
- 辦事處（位於華禮閣）
- 行人天橋（接駁華禮閣和華智閣）
- 小型會所/休息閱讀室

### 社區設施
- 迦密愛禮信中學
- 專線小巴總站(92M，93)
- 華員邨巴士分站

## 所屬選區
華員邨在立法會地區直選當中，屬於新界西（LC4）選區範圍之內，而地方行政則為葵青區。與鄰近的華景山莊、海峰花園、麗瑤邨、翠瑤苑以及嘉翠園組成葵青區議會下轄的華麗選區。由民主黨中央常務委員會委員兼司庫、葵青區議會前主席、前香港島選區立法會議員單仲偕擔任當區前任區議員。

### 歷屆議員
| 選區名稱 | 屆別                  | 議員               | 政治聯繫           | 政治聯繫           | 議員           | 政治聯繫       | 政治聯繫       |
| -------- | --------------------- | ------------------ | ------------------ | ------------------ | -------------- | -------------- | -------------- |
| 葵涌南   | 1982年－1985年        | 當時定為單議席選區 | 當時定為單議席選區 | 當時定為單議席選區 | 周森           |                | 革新會         |
| 葵涌南   | 1985年－1988年        | 黃耀聰             |                    | 公屋評議會         | 周森           |                | 革新會         |
| 葵涌南   | 1988年－1991年        | 黃耀聰             |                    | 民協               | 周奕希         |                | 民協           |
| 葵涌南   | 1991年－1994年        | 黃耀聰             |                    | 港 港同盟          | 定為單議席選區 | 定為單議席選區 | 定為單議席選區 |
| 麗華     | 1994年－1995年        | 黃耀聰             |                    | 民主黨             | 定為單議席選區 | 定為單議席選區 | 定為單議席選區 |
| 麗華     | 1995年4月3日－1999年  | 黃耀聰             |                    | 民主黨             | 定為單議席選區 | 定為單議席選區 | 定為單議席選區 |
| 麗瑤     | 2000年－2003年        | 黃耀聰             |                    | 無黨籍             | 定為單議席選區 | 定為單議席選區 | 定為單議席選區 |
| 麗瑤     | 2004年－2007年        | 黃耀聰             |                    | 無黨籍             | 定為單議席選區 | 定為單議席選區 | 定為單議席選區 |
| 華麗     | 2008年－2011年        | 黃耀聰             |                    | 無黨籍             | 定為單議席選區 | 定為單議席選區 | 定為單議席選區 |
| 華麗     | 2012年－2015年        | 黃耀聰             |                    | 經民聯             | 定為單議席選區 | 定為單議席選區 | 定為單議席選區 |
| 華麗     | 2016年－2019年        | 黃耀聰             |                    | 經民聯             | 定為單議席選區 | 定為單議席選區 | 定為單議席選區 |
| 華麗     | 2020年－2021年5月27日 | 單仲偕             |                    | 民主黨             | 定為單議席選區 | 定為單議席選區 | 定為單議席選區 |
| 華麗     | 2021年5月28日－2023年 | 待補選             | 待補選             | 待補選             | 定為單議席選區 | 定為單議席選區 | 定為單議席選區 |
| 葵涌東   | 2024年－2027年        | 郭芙蓉             |                    | 民建聯             | 周潔瑩         |                | 工聯會         |

## 資料來源及註釋
1. ↑  . 華僑日報. 1977-02-02.
2. ↑  . 華僑日報. 1978-03-11.
3. ↑  . 大公報. 1977-07-27.
4. ↑  . 大公報. 1979-11-16.
5. ↑  . 美聯物業. （原始内容存档于2019-09-27）.
6. 1 2 3 4  . 中原數據.
7. 1 2   (PDF). 差餉物業估價署. 2020-10  [2020-11-15]. （原始内容存档 (PDF)于2021-01-08）.
8. ↑   (PDF).   [2015-11-20]. （原始内容存档 (PDF)于2018-11-23）.
9. ↑   (PDF).   [2015-11-20]. （原始内容存档 (PDF)于2018-01-24）.
10. ↑   (PDF).   [2019-12-20]. （原始内容存档 (PDF)于2019-02-04）.
11. ↑  葵青區建議區議會選區範圍人口 （页面存档备份，存于），選舉管理委員會，2019年
12. ↑  旺角朗豪坊　—　石梨貝 （页面存档备份，存于）
13. ↑  旺角朗豪坊　—　梨木樹 （页面存档备份，存于）
14. ↑  旺角朗豪坊　＞　石蔭東及安蔭 （页面存档备份，存于）

## 外部連結
- 香港政府華員會 （页面存档备份，存于）
- 九龍巴士 （页面存档备份，存于）
- 公共小型巴士資料庫
- 香港巴士指南